# Simpang Pematang (plaats)
Simpang Pematang is een bestuurslaag in het regentschap Mesuji van de provincie Lampung, Indonesië. Simpang Pematang telt 5960 inwoners (volkstelling 2010).